# NGC 690
NGC 690 è una galassia a spirale intermedia situata nella costellazione della Balena, a una distanza di circa 236 milioni di anni luce dalla nostra Via Lattea.

## Scoperta
NGC 690 è stata scoperta il 9 novembre 1885 dall'astronomo statunitense Francis Leavenworth.

## Descrizione
NGC 690 ha una classe di luminosità III e presenta una larga riga a 21 cm dell'idrogeno neutro.
Data la sua luminosità superficiale pari a 14,16, NGC 690 può essere classificata come una galassia a bassa luminosità superficiale (nella letteratura in lingua inglese abbreviata in LSB, acronimo di Low Surface Brightness). Le galassie LSB sono galassie di tipo diffuso (D) con una luminosità superficiale inferiore di almeno una magnitudine a quella del cielo notturno circostante.